# 알란 후가예프 (1989년)
알란 아나톨리예비치 후가예프(러시아어: А́лан Анато́льевич Хуга́ев, 1989년 4월 27일 ~ )는 러시아의 레슬링 선수이다. 2012년 하계 올림픽 남자 그레코로만형 미들급에서 금메달을 획득했다.